# 卢杉
卢杉（1989年7月25日—），女，汉族，山东淄博人，中國演員。2007级北京电影学院表演系毕业。

## 生平
2007年考入北京电影学院表演系本科班（2011年毕业），並与柴碧云、郑爽、闞清子、景甜、徐小飒是同班同学。
2012年，出演個人首部電影《哈瑯署火》，從而正式進入演藝圈，同年，因在古裝武俠劇《楚留香新傳》中飾演華真真而嶄露頭角。2014年，出演古裝權謀劇《琅琊榜》。2016年，主演的驚悚片《張震講故事之合租屋》7月8日全國上映。同年，主演青春愛情劇《夏有喬木雅望天堂》。2017年7月，出演網劇《瘋人院》；同年，以嘉賓身份加盟深圳衛視真人秀《中國賽車手之菜鳥駕道》。2018年5月28日，參演的美食題材青春勵志劇《像我們一樣年輕》播出；同年，加盟大型情境類益智互動推理秀《我是大偵探》，助陣收官之戰。2019年，出演傳奇古裝劇《燕雲台》。

## 影视作品

### 电视剧
| 首播年份 | 剧名               | 角色     | 备注   |
| 2012年   | 楚留香新傳         | 華真真   | [ 3 ]  |
| 2015年   | 女人的秘密         | 江一凡   | 網絡劇 |
| 2015年   | 琅琊榜             | 靖王妃   | [ 1 ]  |
| 2018年   | 像我們一樣年輕     | 高雅     |        |
| 2018年   | 瘋人院             | 穆思凡   | 網絡劇 |
| 2020年   | 燕雲台             | 蕭烏骨里 | [ 2 ]  |
| 2023年   | 刑侦笔记           | 付瑶瑶   | 網絡劇 |
| 2025年   | 乱码迷局           | 冉粵     | 網絡劇 |
| 待播     | 幸福小镇之浪漫满屋 | 安娜     |        |
| 待播     | 此山此水此地       |          |        |
| 待播     | 江湖夜雨十年灯     |          | 網絡劇 |

### 电影
| 上映年份 | 电影名           | 角色   | 备注        |
| 2012年   | 哈瑯署火         | 陳淑英 |             |
| 2013年   | 空塚             | 小麥   |             |
| 2014年   | 與賊同屋         | 水兒   |             |
| 2016年   | 夏有喬木雅望天堂 | 舒雅望 | [ 4 ] [ 5 ] |
| 2020年   | 月半愛麗絲       | 宋文璐 |             |
| 待上映   | 白色婚禮         | 秀     |             |

### 綜藝節目
- 2017年《中国赛车手之菜鸟驾道》嘉賓
- 2018年《我是大偵探》嘉賓